# Viana, Maranhão
Viana är en ort i Brasilien.   Den ligger i kommunen Viana och delstaten Maranhão, i den nordöstra delen av landet, 1 400 km norr om huvudstaden Brasília. Viana ligger 13 meter över havet och antalet invånare är 26 689. Den ligger vid sjön Lago de Viana.
Terrängen runt Viana är mycket platt. Viana är det största samhället i trakten.
Omgivningarna runt Viana är en mosaik av jordbruksmark och naturlig växtlighet. Runt Viana är det ganska glesbefolkat, med 38 invånare per kvadratkilometer.